# Psathyrostachys juncea
Psathyrostachys juncea är en gräsart som först beskrevs av Fisch., och fick sitt nu gällande namn av Sergej Arsenjevitj Nevskij. Psathyrostachys juncea ingår i släktet Psathyrostachys och familjen gräs. Inga underarter finns listade i Catalogue of Life.

## Bildgalleri

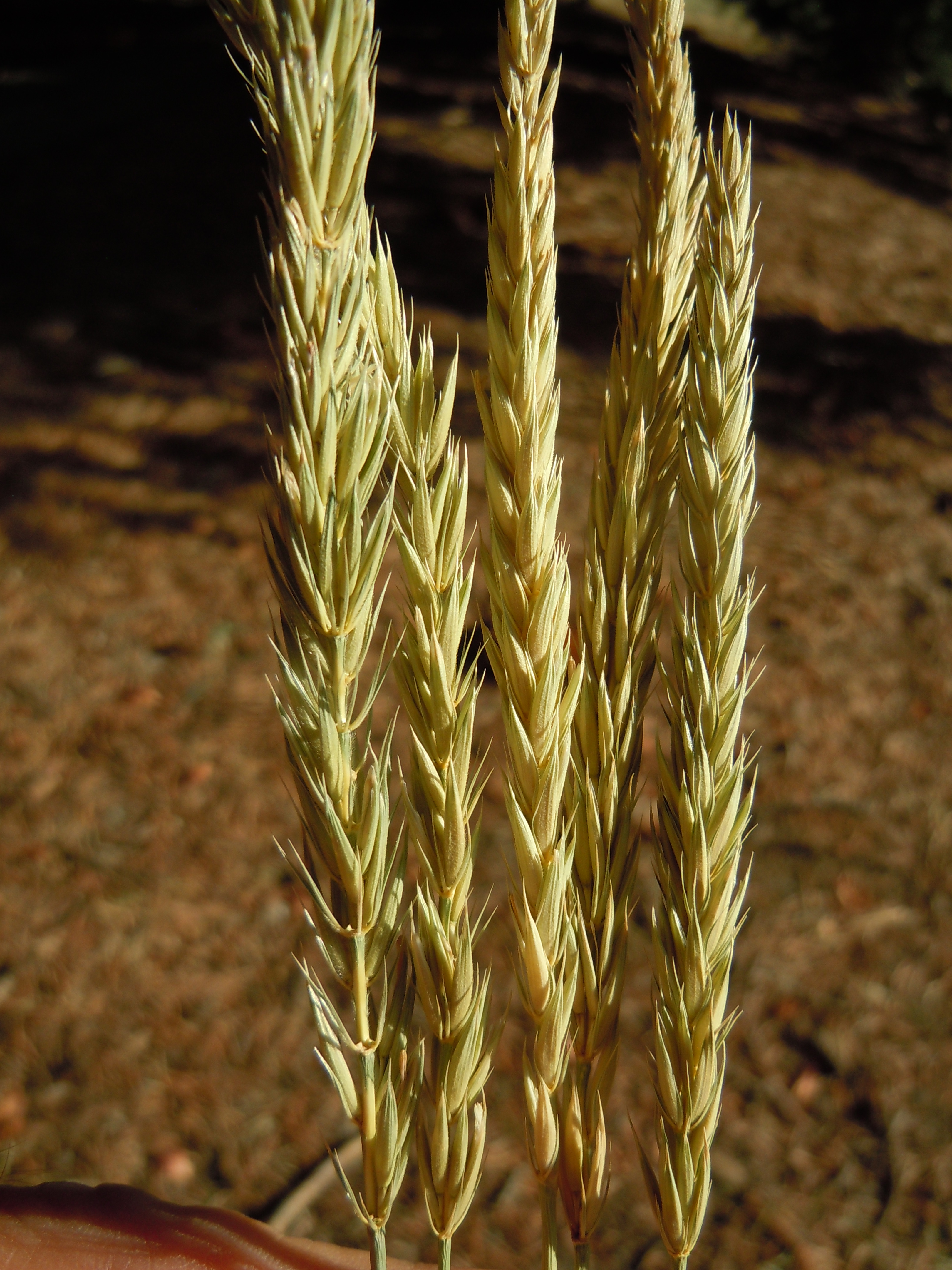
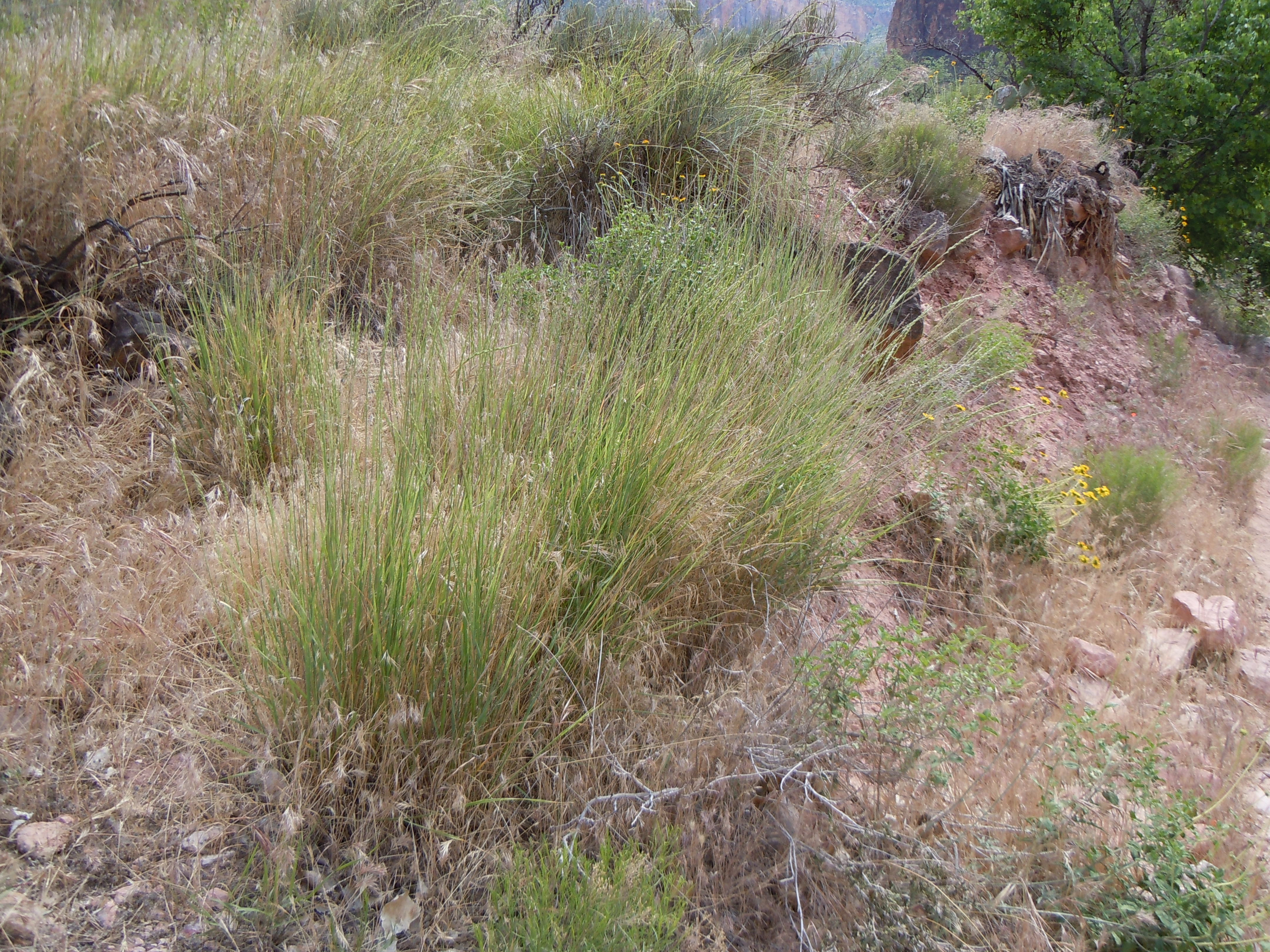
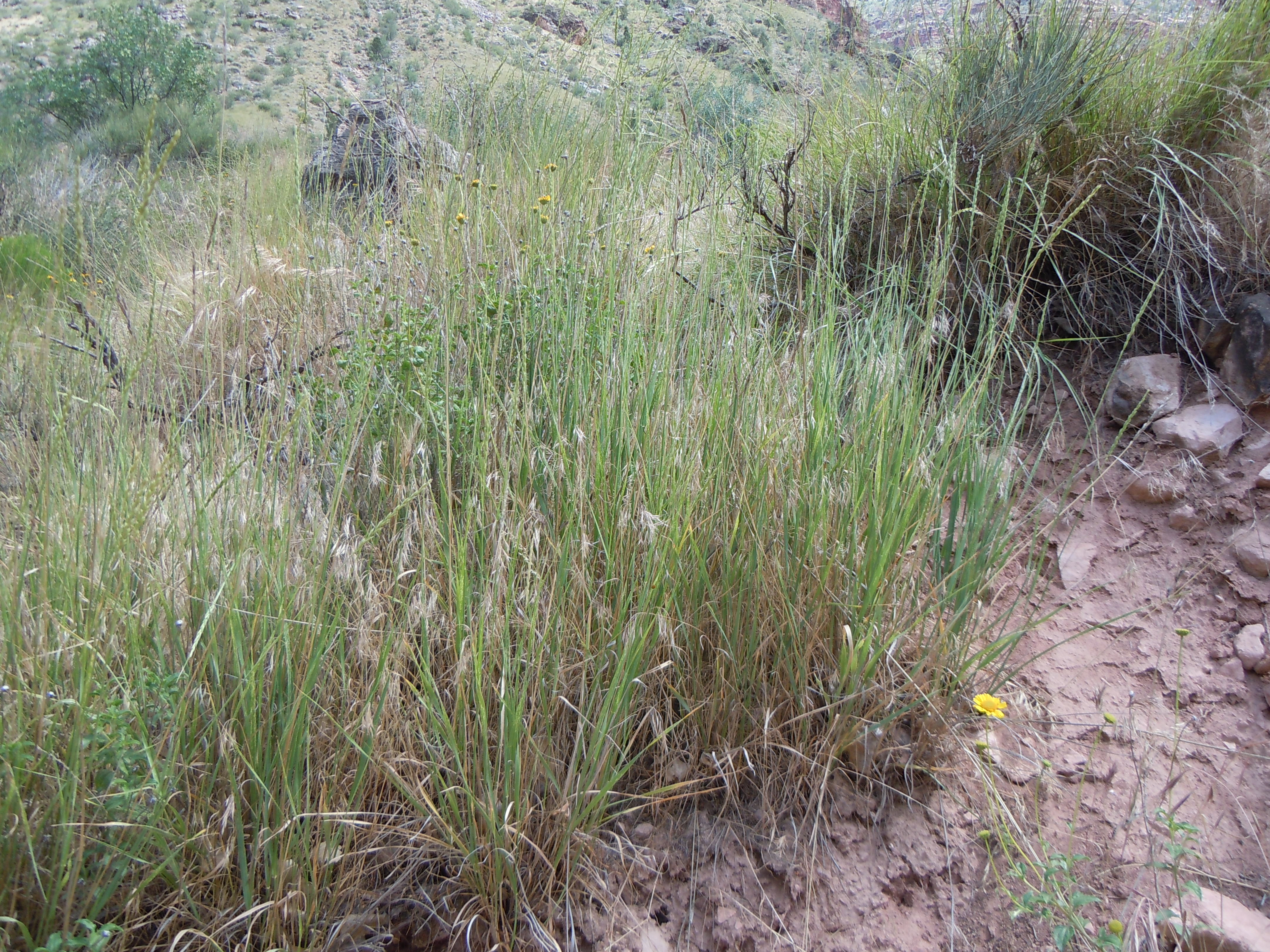
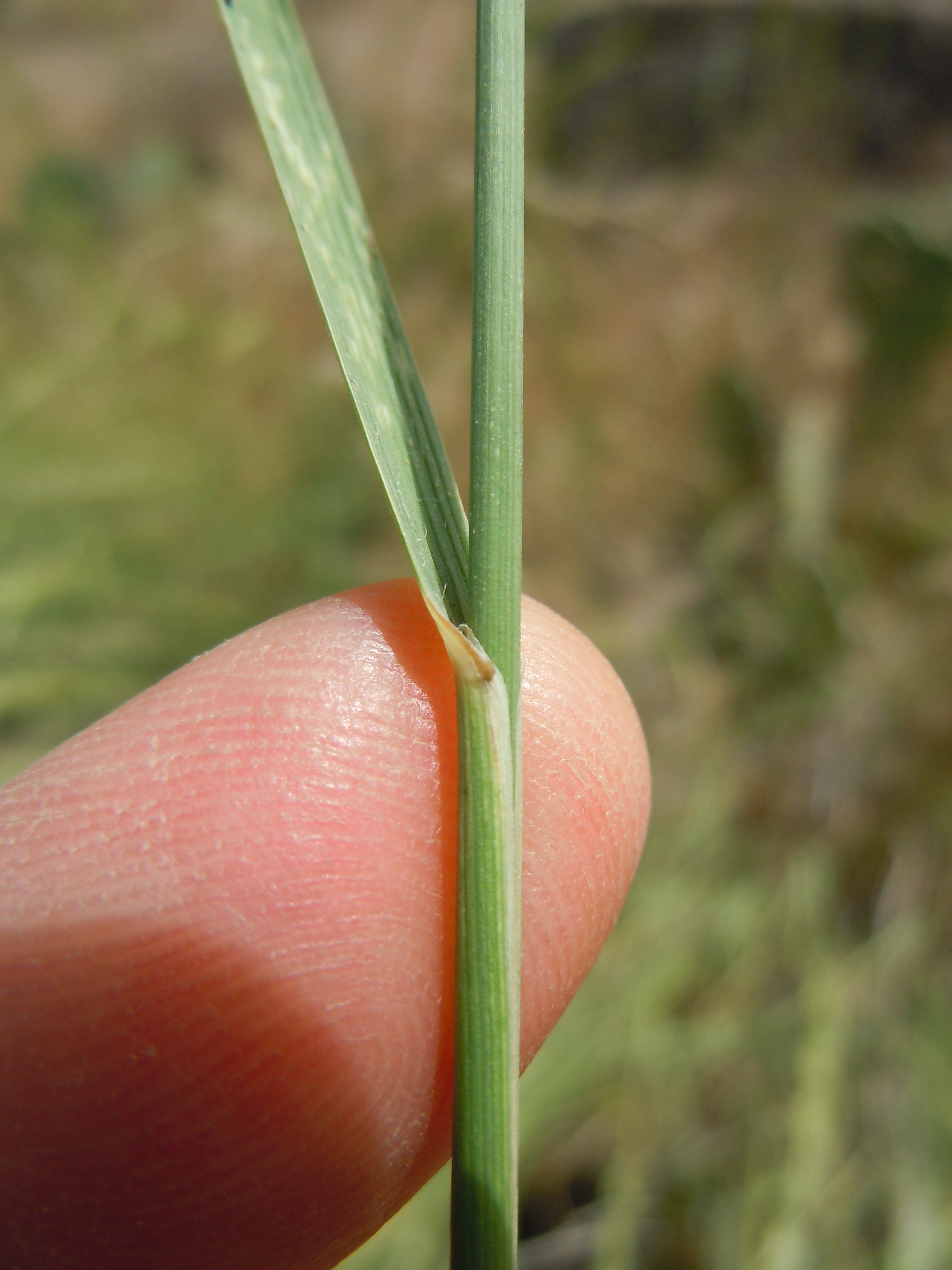